# شيريل دونيغان
شيريل دونيغان (بالإنجليزية: Cheryl Donegan)‏ هي فنانة أمريكية، ولدت في 1962.